# Kanał Nysa-Oława
Kanał przerzutowy Nysa-Oława – budowla hydrotechniczna przerzucająca wodę z  Nysy Kłodzkiej do rzeki Oławy w celu wspomagania zasilenia w wodę miast Wrocław, Oława i Brzeg oraz okolicznych miejscowości. Na poszczególnych odcinkach formalnie jest ciekami: Pępicki Potok, Psarski Potok.
Rzeka Oława jest głównym źródłem wody pitnej dla Wrocławia, ale zasoby wody były niewystarczające, stąd też pomysł, by zasilić Oławę wodami z Nysy Kłodzkiej (czystszej niż wody Odry). Kanał powstał w roku 1971.
Kanał bierze początek na jazie w okolicach miejscowości Michałów, w pobliżu mostu autostrady A4. Pierwsze 2 km płynie sztucznym korytem do Michałowa. Tam (przy drodze nr 458) znajduje się stacja pomp MPWiK we Wrocławiu, która tłoczy wodę podziemnym rurociągiem na pobliską górkę – zwaną Wałem Michałowskim. Od tego miejsca odkryty kanał biegnie w kierunku północno-zachodnim, doliną Pępickiego Potoku i formalnie jest to ciek typu kanał o nazwie Pępicki Potok, który w okolicach Łukowic Brzeskich wpada do Psarskiego Potoku (kanału), który naturalnie wpadał do Odry w mieście Oława. Przekopano kanał w kierunku zachodnim i wody kanału wpadają rzeki Oława. Fragment Psarskiego Potoku, wraz z przekopem, jest oficjalnie określany jako kanał Psarski Potok, pozostała dolna część jako rzeka Psarski Potok. Potoki którymi prowadzi kanał zostały na wielu odcinkach wyprostowane, a brzegi umocniono betonem. 
W okolicach miejscowości Krzyżowice znajduje się pierwsze ujęcie. Tutaj pobierana jest woda dla miasta Brzeg. Na owej stacji woda z kanału, po wstępnym mechanicznym oczyszczeniu, dodatkowo wymieszana z wodami kilku pobliskich studni głębinowych, jest prowadzona podziemnym rurociągiem w kierunku stacji uzdatniania wody i studni w Krzyżowicach.
Zasadnicza masa wody płynie dalej dawnym korytem Pępickiego Potoku. W okolicach szosy krajowej nr 39 kanał łączy się z Przyleskim Potokiem i od tego miejsca nosi już nową nazwę Psarskiego Potoku.
Za Psarami, a przed Godzikowicami znajduje się kolejne ujęcie wody, dla miasta Oława.
Koło Jaczkowic kanał łączy się z Oławą. Ilość wody w kanale jest podobna do ilości wody w Oławie.